# Macellicephalinae
Los macelicefalineos (Macellicephalinae) son una de las subfamilias de anélidos poliquetos perteneciente a la familia Polynoidae.

## Géneros
- Bathybahamas Pettibone, 1985
- Bathycatalina Pettibone, 1976
- Bathyeliasona Pettibone, 1976
- Bathyfauvelia Pettibone, 1976
- Bathykermadeca Pettibone, 1976
- Bathykurila Pettibone, 1976
- Bathynotalia Levenstein, 1982
- Bathypolaria Levenstein, 1981
- Bathytasmania Levenstein, 1982
- Bathyvitiazia Pettibone, 1976
- Bruunilla Hartman, 1971
- Levensteiniella Pettibone, 1985
- Macellicephala McIntosh, 1885
- Natopolynoe Pettibone, 1985
- Pelagomacellicephala Pettibone, 1985
- Sinantennata Hartmann-Schröder, 1974